# Stenotis mucronata
Stenotis mucronata är en måreväxtart som först beskrevs av George Bentham, och fick sitt nu gällande namn av Edward Everett Terrell. Stenotis mucronata ingår i släktet Stenotis och familjen måreväxter. Inga underarter finns listade i Catalogue of Life.